# Željko Loparić
Željko Loparić (Cvetković, 3 de diciembre de 1939) es un filósofo, historiador y profesor universitario croata. Naturalizado brasileño, fue profesor titular de la Universidad Estatal de Campinas. También fue profesor del Programa de Estudios Post-Graduados en Psicología Clínica de la Pontificia Universidad Católica de São Paulo (PUCSP), desde 1994.